# Frullanoides liebmaniana
Frullanoides liebmaniana är en bladmossart som först beskrevs av Lindenb. et Gottsche, och fick sitt nu gällande namn av Van Slageren. Frullanoides liebmaniana ingår i släktet Frullanoides och familjen Lejeuneaceae. Inga underarter finns listade i Catalogue of Life.